# Хамза бей джамия (Солун)
Вижте пояснителната страница за други значения на Хамза бей джамия.
Хамза бей джамия (на гръцки: Χαμζά Μπέη Τζαμί, Хамза бей Дзами, на турски: Hamza Bey Camii, Хамза бей Джамии), е бивш мюсюлмански храм в град Солун, Гърция. Джамията е разположена на кръстовището на главната солунска улица „Егнатия“ и улица „Елевтериос Венизелос“. Срещу Хамза джамия е Солунският безистен.
Според надпис на западната страна на сградата тя е построена през 1467/68 година от Хавса Хатун, дъщерята на военния командир Хамза бей като месчит - малка джамия без минаре. Храмът е най-старата джамия в Солун. Общата площ на комплекса е 1150 m2. Реконструирана е в 1619 година. Сградата престава да функционира като джамия след изселването на мюсюлманското население от града в 1923 година. Джамията пострадва сериозно при земетресение през 1978 г. В продължение на много години в нея от 1928 до 1989 година в двора на джамията се помещава кино „Алказар“ (Αλκαζάρ).
От 1997 година, когато Солун е европейска столица на културата, започва проект за възстановяване на джамията, финансиран с 250 млн. драхми.